# Natalja Gawriłowa
Natalja Gawriłowa (ros. Наталья Гаврилова; ur. 12 kwietnia 1982) – rosyjska zapaśniczka walcząca w stylu wolnym. Mistrzyni Europy w 2001. Druga na ME juniorów i trzecia na MŚ w 2000. Mistrzyni świata kadetek w 1998 i 1999 roku. Pochodzi z Czechowa.